# Bruno Cadetto
Bruno Cadetto (Varmo, 25 ottobre 1919 – Udine, 29 ottobre 2015) è stato un politico e partigiano italiano.

## Biografia
Nato nel 1919 a Canussio, in comune di Varmo, nel 1935 si trasferì a Udine, dove in seguito avrebbe esercitato la professione di insegnante di lettere.
Durante la Resistenza, fu segretario del CLN provinciale, con il nome di battaglia Antonio.
Fu assessore alla vigilanza urbana dal 1951 al 1956, anno in cui divenne consigliere comunale. Democristiano, nel 1960 assunse la carica di sindaco, che mantenne sino al 1974 quando dette le dimissioni à seguito di forti contrasti con alcuni consiglieri del PSI, componente la Giunta Comunale, risultando così, al 2021, il primo cittadino di Udine con il mandato più lungo. Fu quindi eletto sindaco, per il completamento della legislatura che scadeva nel 1975, Angelo Candolini, allora capogruppo comunale della Democrazia Cristiana e che fu poi confermato sindaco alle elezioni del 1975.